# Porto (tỉnh)
Tỉnh Porto (phát âm tiếng Bồ Đào Nha: [ˈpoɾtu], tiếng Bồ Đào Nha: Distrito do Porto) là một tỉnh của Bồ Đào Nha. Thủ phủ tỉnh đóng tại thành phố Porto, thành phố lớn thứ nhì quốc gia này.
Tỉnh này giáp với các tỉnh Aveiro và Viseu về phía nam, tỉnh Braga về phía bắc và tỉnh Vila Real về phía đông.
Diện tích là 2395 km² và dân số là 1.781.826 người.

## Huyện
Tỉnh gồm 18 Huyện:
- Amarante [thành phố]
- Baião [thị xã]
- Felgueiras [thành phố]
- Gondomar [thành phố]
- Lousada [thị xã]
- Maia [thành phố]
- Marco de Canaveses [thành phố]
- Matosinhos [thành phố]
- Paços de Ferreira [thành phố]
- Paredes [thành phố]
- Penafiel [thành phố]
- Porto [thành phố chính]
- Póvoa de Varzim [thành phố]
- Santo Tirso [thành phố]
- Trofa [thành phố]
- Valongo [thành phố]
- Vila do Conde [thành phố]
- Vila Nova de Gaia [thành phố], khu tự quản đông dân nhất và là khu tự quản duy nhất ở tỉnh nằm ở phía nam sông Douro.

Bản mẫu:Khu tự quản của tỉnh Porto